# Club Bàsquet Puig d'en Valls
El Club Bàsquet Puig d'en Valls, abreujat sovint en l'acrònim PDV, és un club de bàsquet femení eivissenc que juga a la lliga espanyola de bàsquet femenina. També se'l coneix pel nom del seu patrocinador principal, la promotora immobiliària EBE Promociones i el del poble on juga, Santa Eulària des Riu. És originari de la petita localitat eivissenca de Puig d'en Valls, però juga els seus partits com a local al pavelló del Poliesportiu Municipal de Santa Eulària.

## Història
El club va ser fundat el 1995 al Col·legi Públic Puig d'en Valls d'aquesta localitat eivissenca, per iniciativa d'un grup de pares amb l'objectiu de no haver-se de desplaçar fora per poder jugar. La temporada 1998/99 guanyen la lliga autonòmica balear, la temporada 2000/2001 aconsegueixen l'ascens a la Lliga Femenina 2 quedant segones i aquella mateixa temporada aconsegueixen l'ascens a la màxima categoria del bàsquet femení a Espanya, on s'han mantingut des d'aleshores.
El club participà a tres Eurocopes, en 2004, 2009 i 2010. Durant les últimes dues participacions va arribar a vuitens de final.
En 2008 es va classificar tercer en la lliga femenina espanyola, el millor resultat de la història del club.
En 2009 va arribar per primera vegada a la final de la Copa de la Reina, però va perdre 60-65 davant el Ros Casares València.
En 2010 va jugar la final de la Supercopa, però va perdre 68-64 davant el Ros Casares València.